# The Solid Trumpet of Cootie Williams
| Recensione | Giudizio |
| ---------- | -------- |
| AllMusic   | [ 1 ]    |

The Solid Trumpet of Cootie Williams è un album discografico di Cootie Williams, pubblicato dall'etichetta discografica Moodsville Records nel 1962.
Dopo la registrazione di quest'album, Cootie Williams interruppe la sua attività solistica e si unì nuovamente (aveva già suonato con il Duca dal 1929 al 1937) con l'orchestra di Duke Ellington con cui rimase per quasi dieci anni.

## Tracce
Lato A
1. Concerto for Cootie – 2:37 (Duke Ellington)
2. Sugar Blues – 2:51 (Lucy Fletcher, Clarence Williams)
3. You're Nobody Till Somebody Loves You – 4:15 (Russ Morgan, Larry Stock, James Cavanaugh)
4. Some of These Days – 3:46 (Shelton Brooks)

Lato B
1. Night Train – 5:24 (Jimmy Forrest, Oscar Washington)
2. Around the World in Eighty Days – 3:58 (Victor Young, Harold Adamson)
3. Liza – 3:10 (Ira Gershwin, Gus Kahn, George Gershwin)
4. Birmingham Blues – 5:25 (Hampton Reese)

## Musicisti
- Cootie Williams - tromba
- Nat Jones - pianoforte
- Harold Dodson - contrabbasso
- Bill Peeples - batteria

Note aggiuntive
- Sid Wayman - produttore e supervisore
- Registrato il 4 aprile 1962 a Miami, Florida[4]
- LeRoy Jones - note retrocopertina album[5]